# 李-凯斯勒方程
李-凯斯勒法（英語：Lee–Kesler method）或李-凯斯勒方程（英語：Lee–Kesler equation）是一种给定流体的临界压强Pc、临界温度Tc以及偏心因子ω下估算饱和蒸汽压的方法，由美孚公司的李炳益（Lee Byung Ik）和迈克尔·G·凯斯勒（Michael G. Kesler）于1975年提出。

## 方程与适用范围
李-凯斯勒方程是在皮策对比态原理的基础上提出的一个三参数对比态方程：
{\displaystyle \ln P_{\rm {r}}=f^{(0)}+\omega \cdot f^{(1)}}
{\displaystyle f^{(0)}=5.92714-{\frac {6.09648}{T_{\rm {r}}}}-1.28862\cdot \ln T_{\rm {r}}+0.169347\cdot T_{\rm {r}}^{6}}
{\displaystyle f^{(1)}=15.2518-{\frac {15.6875}{T_{\rm {r}}}}-13.4721\cdot \ln T_{\rm {r}}+0.43577\cdot T_{\rm {r}}^{6}}
其中
{\displaystyle P_{\rm {r}}={\frac {P}{P_{\rm {c}}}}}，为对比压力；{\displaystyle T_{\rm {r}}={\frac {T}{T_{\rm {c}}}}} ，为对比温度（绝对温度，单位：K）。
其不适用于极性物质和低压情况，在此情况下计算得到的值与实际值相对误差可达10%，且低于实际值。对于压力高于1巴，即高于常压下沸点情况下，一般误差低于2%。

## 示例
以苯为例
- 临界温度Tc = 562.12 K[4]
- 临界压力Pc = 4898 kPa[4]
- 标准大气压下沸点Tb = 353.15 K[5]
- 偏心因子ω = 0.2120[6]

当温度为苯沸点时T = Tb ，算得预测值P = Pr · Pc = 99.69 kPa，而标准大气压下苯蒸气压实际值为P = 101.325 kPa，计算值与实际值相对误差为−1.61 %。